# Tour du Poitou-Charentes 1998
Il Tour du Poitou-Charentes 1998, dodicesima edizione della corsa, si svolse dal 24 al 27 agosto 1998 su un percorso di 666 km ripartiti in 4 tappe (la quarta suddivisa in due semitappe), con partenza da Vouillé e arrivo a Poitiers. Fu vinto dall'estone Lauri Aus della Casino davanti al britannico David Millar e al belga Marc Streel.

## Tappe
| Tappa  | Data      | Percorso                                        | km   | Vincitore di tappa | Leader cl. generale |
| ------ | --------- | ----------------------------------------------- | ---- | ------------------ | ------------------- |
| 1ª     | 24 agosto | Vouillé > Châtelaillon-Plage                    | 178  | Lauri Aus          | Lauri Aus           |
| 2ª     | 25 agosto | Châtelaillon-Plage > Jarnac                     | 177  | Jaan Kirsipuu      | Lauri Aus           |
| 3ª     | 26 agosto | Jarnac > Chauvigny                              | 182  | Ralf Grabsch       | Lauri Aus           |
| 4ª-1ª  | 27 agosto | Saint-Germain > Saint-Savin (cron. individuale) | 21,5 | Marc Streel        | Lauri Aus           |
| 4ª-2ª  | 27 agosto | Saint-Savin > Poitiers                          | 108  | Stuart O'Grady     | Lauri Aus           |
| Totale | Totale    | Totale                                          | 666  |                    |                     |

## Dettagli delle tappe

### 1ª tappa
- 24 agosto: Vouillé > Châtelaillon-Plage – 178 km

| Pos. | Corridore        | Squadra           | Tempo |
| ---- | ---------------- | ----------------- | ----- |
| 1    | Lauri Aus        | Casino            |       |
| 2    | Frédéric Gabriel | Mutuelle de Seine | a 2"  |
| 3    | Jacek Mickiewicz |                   | s.t.  |

| Pos. | Corridore | Squadra | Tempo |
| ---- | --------- | ------- | ----- |
| 1    | Lauri Aus | Casino  |       |

### 2ª tappa
- 25 agosto: Châtelaillon-Plage > Jarnac – 177 km

| Pos. | Corridore       | Squadra     | Tempo    |
| ---- | --------------- | ----------- | -------- |
| 1    | Jaan Kirsipuu   | Casino      | 4h46'08" |
| 2    | Jay Sweet       | Big Mat     | s.t.     |
| 3    | Ludovic Capelle | Home Market | s.t.     |

| Pos. | Corridore | Squadra | Tempo    |
| ---- | --------- | ------- | -------- |
| 1    | Lauri Aus | Casino  | 8h37'30" |

### 3ª tappa
- 26 agosto: Jarnac > Chauvigny – 182 km

| Pos. | Corridore       | Squadra           | Tempo |
| ---- | --------------- | ----------------- | ----- |
| 1    | Ralf Grabsch    | Gerolsteiner      |       |
| 2    | Gilles Talmant  | Mutuelle de Seine |       |
| 3    | Daniel Schnider | Post Swiss        |       |

| Pos. | Corridore | Squadra | Tempo     |
| ---- | --------- | ------- | --------- |
| 1    | Lauri Aus | Casino  | 13h30'08" |

### 4ª tappa - 1ª semitappa
- 27 agosto: Saint-Germain > Saint-Savin (cron. individuale) – 21,5 km

| Pos. | Corridore    | Squadra | Tempo  |
| ---- | ------------ | ------- | ------ |
| 1    | Marc Streel  | Casino  | 26'20" |
| 2    | David Millar | Cofidis | a 17"  |
| 3    | Jens Voigt   | Gan     | a 21"  |

| Pos. | Corridore | Squadra | Tempo |
| ---- | --------- | ------- | ----- |
| 1    | Lauri Aus | Casino  |       |

### 4ª tappa - 2ª semitappa
- 27 agosto: Saint-Savin > Poitiers – 108 km

| Pos. | Corridore          | Squadra | Tempo    |
| ---- | ------------------ | ------- | -------- |
| 1    | Stuart O'Grady     | Gan     | 2h35'46" |
| 2    | Steffen Kjaergaard |         | s.t.     |
| 3    | Lauri Aus          | Casino  | s.t.     |

| Pos. | Corridore    | Squadra | Tempo     |
| ---- | ------------ | ------- | --------- |
| 1    | Lauri Aus    | Casino  | 16h32'41" |
| 2    | David Millar | Cofidis | a 27"     |
| 3    | Marc Streel  | Casino  | a 33"     |

## Classifiche finali

### Classifica generale
| Pos. | Corridore            | Squadra                  | Tempo     |
| ---- | -------------------- | ------------------------ | --------- |
| 1    | Lauri Aus            | Casino                   | 16h32'41" |
| 2    | David Millar         | Cofidis                  | a 27"     |
| 3    | Marc Streel          | Casino                   | a 33"     |
| 4    | Anthony Langella     | Gan                      | a 35"     |
| 5    | Stuart O'Grady       | Gan                      | a 36"     |
| 6    | Jens Voigt           | Gan                      | a 54"     |
| 7    | Christopher Horner   | FDJ                      | a 55"     |
| 8    | Jaan Kirsipuu        | Casino                   | a 57"     |
| 9    | Grischa Niermann     | Die Continentale-Olympia | a 1'01"   |
| 10   | Grzegorz Gwiazdowski | Cofidis                  | a 1'14"   |